# Zofia Teresa Ratuszyńska
Zofia Teresa Ratuszyńska (ur. 6 lutego 1931 w Szczekocinach, zm. 31 grudnia 2007 w Radomiu) – polska działaczka społeczna i nauczycielka. Radna i wiceprzewodnicząca Wojewódzkiej Rady Narodowej w Radomiu, harcmistrzyni. 

## Życiorys
Naukę rozpoczęła w Szkole Powszechnej w Szczekocinach. Kontynuowała ją na tajnych kompletach, a po wojnie ukończyła Liceum Pedagogiczne w Szczekocinach. 
Od 1955 roku była nauczycielką w Liceum Ogólnokształcącym w Zwoleniu, gdzie w latach 1984–1993 pełniła funkcję dyrektorki, następnie przeszła na emeryturę. Była także nauczycielką w Zespole Szkół Rolniczo-Technicznych w Zwoleniu. W zwoleńskich szkołach prowadziła drużyny harcerskie.
Stopień harcmistrzyni otrzymała 1 października 1966 roku. Honorowy stopień harcmistrzyni Polski Ludowej otrzymała 22 lipca 1978 roku, nadany rozkazem Naczelnika ZHP. Została wybrana na funkcję komendantki Hufca ZHP Zwoleń Na IV Konferencji Chorągwianej, która odbyła się 22 kwietnia 1969 roku w Kielcach, wybrano ją także do Rady Chorągwi. Była delegatką na IV Zjazd ZHP odbywający się w dniach 14–16 października 1968 roku w Warszawie. 27 listopada 1973 roku została wybrana członkinią Komendy Hufca ZHP Zwoleń. 
Od 1 września 1950 roku należała do Związku Nauczycielstwa Polskiego, przystąpiła również do Ligi Przyjaciół Żołnierza (1962) i Ligi Kobiet (1970). Była współzałożycielką oraz członkinią zarządu Towarzystwa Miłośników miasta Zwolenia im. Jana Kochanowskiego. Działała również w Fundacji Rozwoju Lokalnej Służby Zdrowia. Posiadała uprawnienia sędziego klasy trzeciej w Polskim Związku Strzelectwa Sportowego. W 1990 roku była współredaktorką książki pamiątkowej wydanej po zjeździe absolwentów Liceum Ogólnokształcącego w Zwoleniu.
W 1980 roku została wybrana do Wojewódzkiej Rady Narodowej w Radomiu, od 1984 do 1992 roku pełniła funkcję wiceprzewodniczącej WRN. W wyborach w 1989 roku uzyskała 25 481 głosów. Pomimo że uzyskała najwyższą ilość głosów, to mandatu nie otrzymała. W 1998 roku została wybrana radną powiatu zwoleńskiego pierwszej kadencji, pełniła funkcję wiceprzewodniczącej rady.
Pochowana na cmentarzu prawosławnym św. Mikołaja Cudotwórcy w Radomiu.

## Życie prywatne
Jej rodzicami byli Stanisław Wojtasiński i Ludwika z domu Żmuda. Związek małżeński zawarła z Tadeuszem Ratuszyńskim (1925–1997), nauczycielem języka polskiego. Mieli dwoje dzieci: Macieja (ur. 1952) oraz Marka (ur. 1954).

## Odznaczenia i wyróżnienia
- Krzyż Oficerski Orderu Odrodzenia Polski (1990)
- Krzyż Kawalerski Orderu Odrodzenia Polski (1982)
- Złoty Krzyż Zasługi (1975)
- Srebrny Krzyż Zasługi (1970)
- Medal 30-lecia Polski Ludowej (1974)
- Medal 40-lecia Polski Ludowej (1984)
- Złoty Medal „Za zasługi dla obronności kraju” (1978)
- Srebrny Medal „Za zasługi dla obronności kraju” (1973)
- Brązowy Medal „Za zasługi dla obronności kraju” (1967)
- Medal Komisji Edukacji Narodowej (1980)
- Odznaka 1000-lecia Państwa Polskiego (1966)
- Złoty Krzyż „Za Zasługi dla ZHP” (1982)
- Srebrny Medal „Za Zasługi dla Ligi Obrony Kraju” (1983)
- Złota Odznaka „Zasłużony Działacz LOK” (1974)
- Srebrna Odznaka „Zasłużony Działacz LOK” (1966)
- Honorowa Odznaka „Za Zasługi dla ZHP” (1967)
- Odznaką „Za Zasługi dla Województwa Radomskiego” (1979)
- Odznaka „Za Zasługi dla Kielecczyzny” (1969)
- Odznaka Honorowa Polskiego Czerwonego Krzyża II stopnia (1983)
- Odznaka Honorowa Polskiego Czerwonego Krzyża III stopnia (1978)
- Pamiątkowa Odznaka 50-lecia PCK (1969)
- Odznaka „Zasłużony Działacz FJN” (1974)
- Medal X-lecia Towarzystwa Wiedzy Obronnej za aktywną działalność na rzecz obronności (1982)
- Odznaka „Za Zasługi dla Młodzieży Województwa Radomskiego” (1980)
- Odznaka „Za Zasługi dla Aeroklubu PRL” (1980)
- Honorowa Odznaka Ligi Kobiet Polskich (1986)
- Złota Odznaka ZNP (1986)
- Medal „Za Zasługi dla Towarzystwa Wiedzy Obronnej” (1987)
- Honorowa Odznaka „Za Zasługi w Sporcie Szkolnym” (1990)
- Złota Odznaka „Za Zasługi dla OHP” (1990).